# Argecilla
Argecilla ist ein Ort und eine Gemeinde (municipio) mit 72 Einwohnern (Stand: 2024) im Südwesten der Provinz Guadalajara in der Autonomen Gemeinschaft Kastilien-La Mancha. 

## Lage und Klima
Argecilla liegt in einer Höhe von ca. 975 m in der Kulturlandschaft der Alcarria. Die Entfernung zur südwestlich gelegenen Provinzhauptstadt Guadalajara beträgt ca. 37 Kilometer (Fahrtstrecke). Durch die Gemeinde führt die Autovía A-2. Das Klima ist gemäßigt bis warm; Regen (523 mm/Jahr) fällt übers Jahr verteilt.

## Bevölkerungsentwicklung
| Jahr      | 1970 | 1981 | 1991 | 2001 | 2011 | 2021 |
| Einwohner | 186  | 134  | 134  | 94   | 77   | 70   |

## Sehenswürdigkeiten

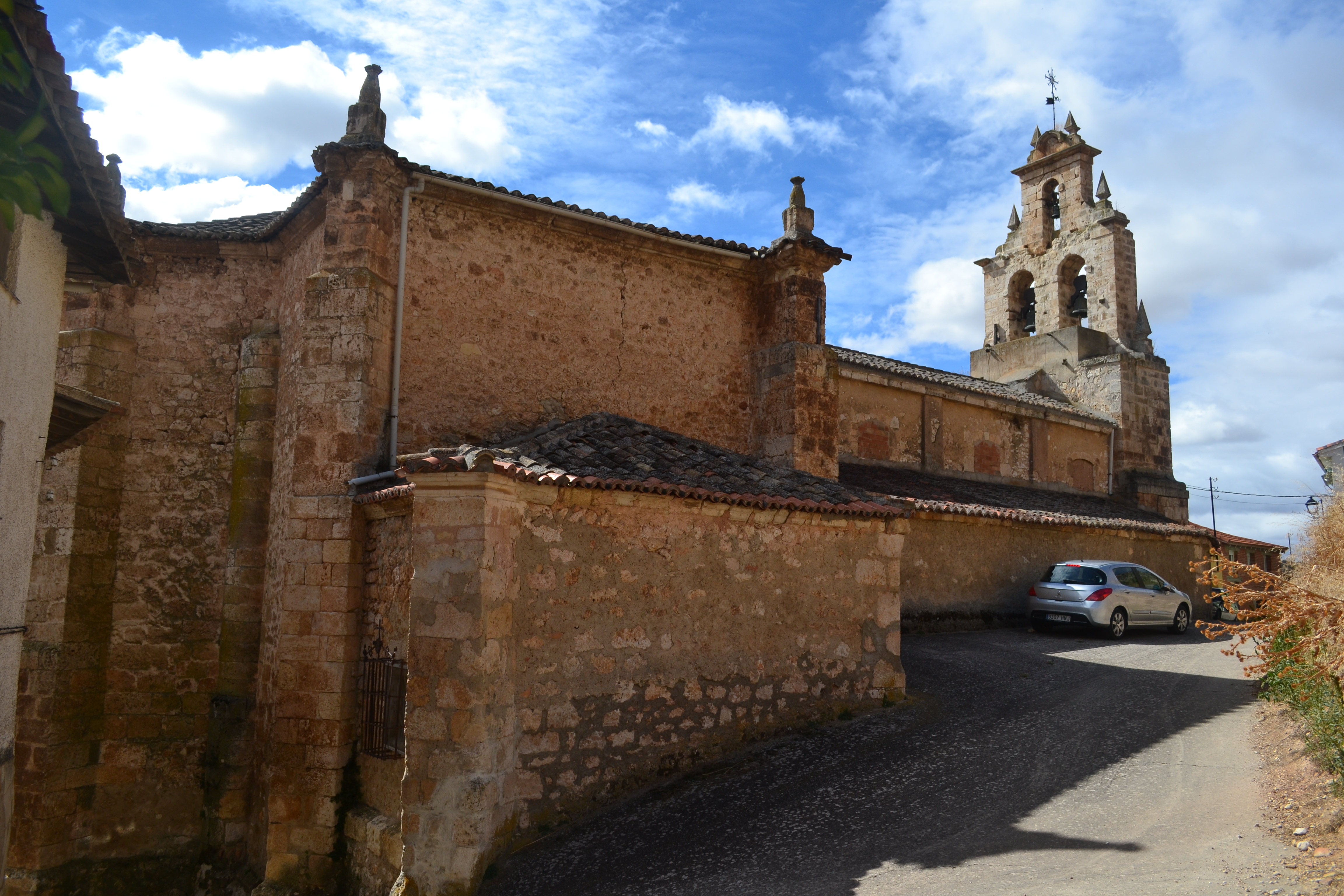
Michaeliskirche
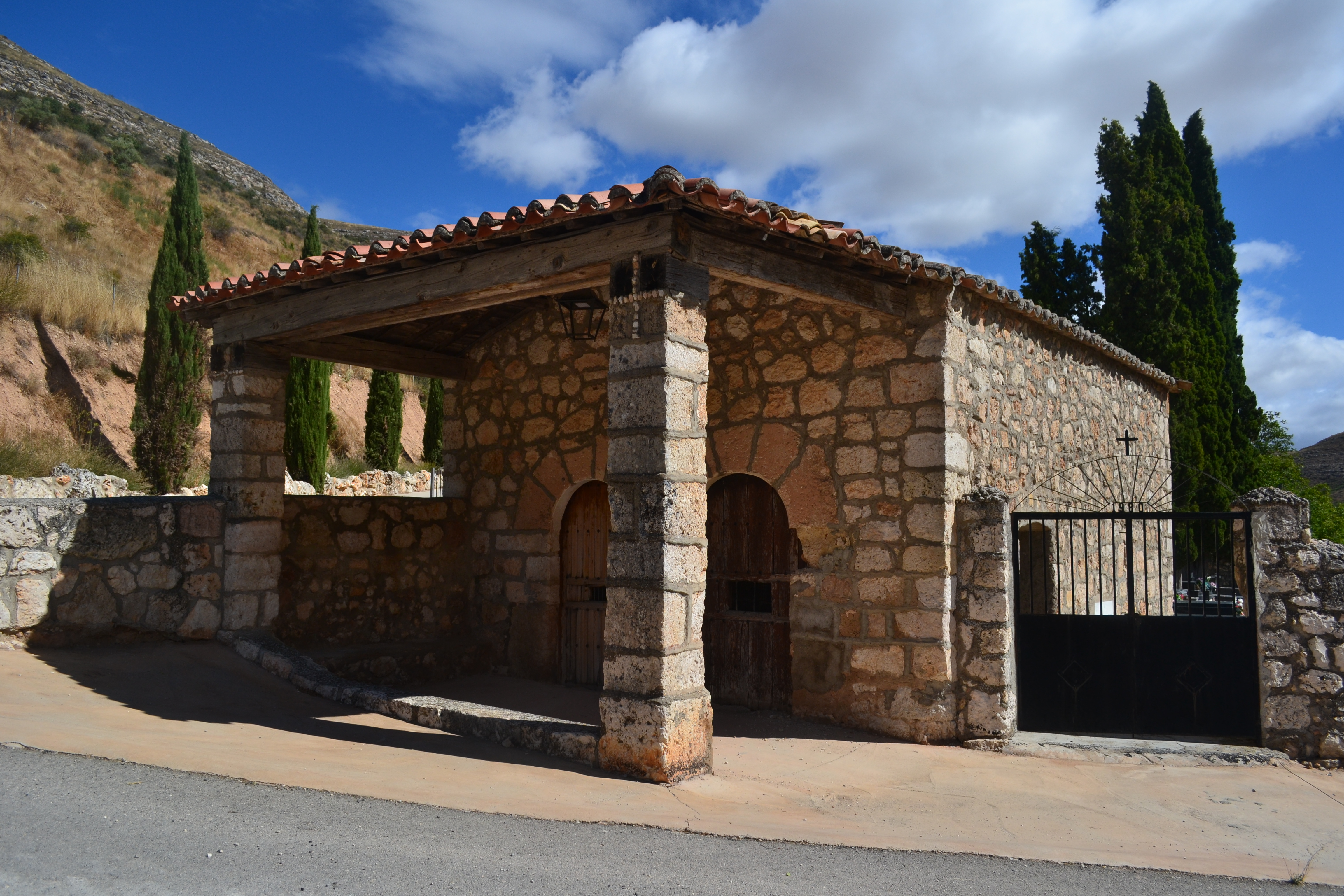
Marienkapelle
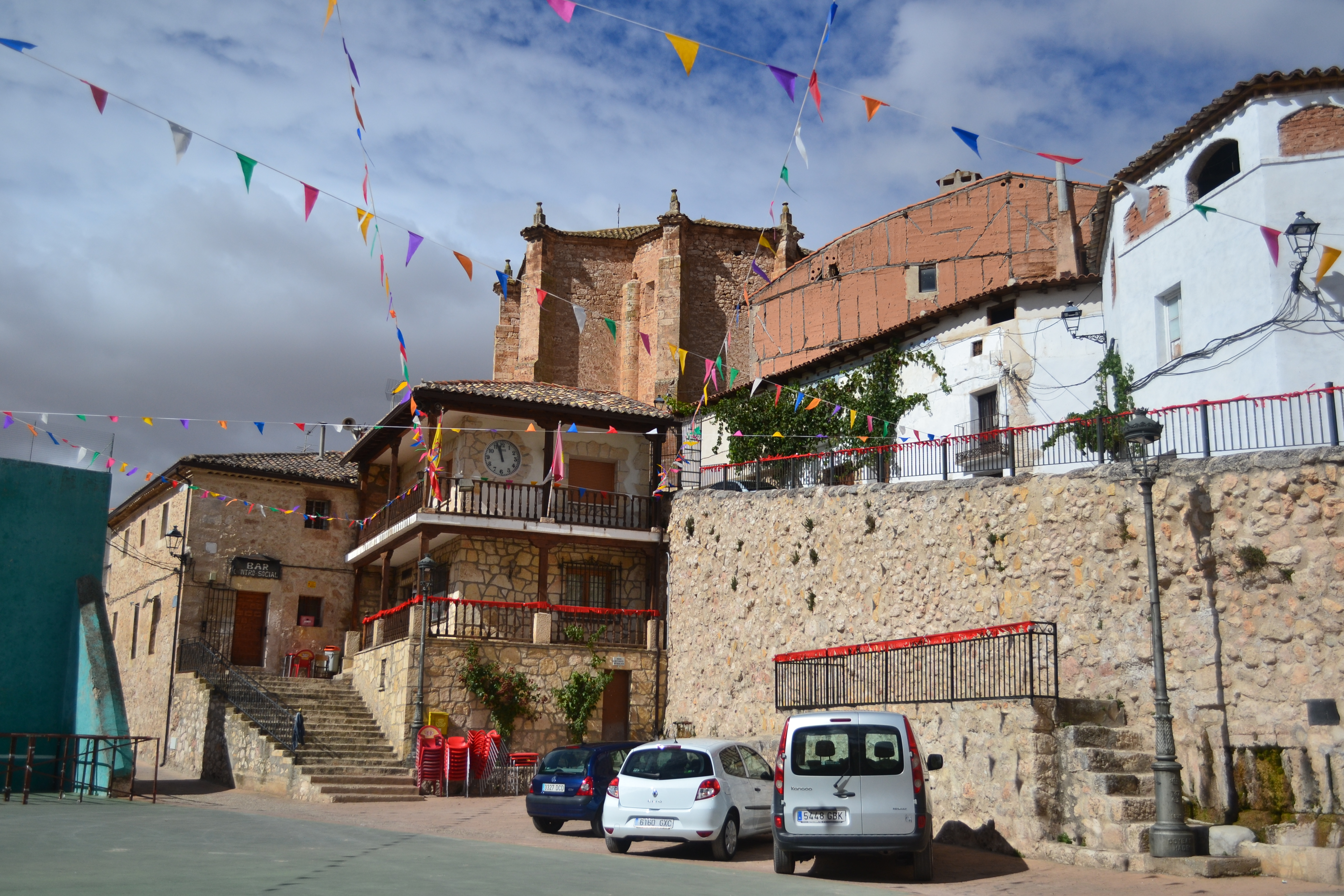
Rathaus

- Michaeliskirche
- Marienkapelle
- Rathaus